# 严定宪
严定宪（1936年9月—2022年12月26日），男，江苏无锡人，中国动画艺术家，上海美术电影制片厂导演、原厂长。1953年，严定宪毕业于北京电影学院动画专业。1984年到1989年任上海美术电影制片厂厂长。